# Kostel svatého Vojtěcha (Bojiště)
Kostel sv. Vojtěcha stojí uprostřed hřbitova v lokalitě zv. Na poušti v osadě Malé Bojiště, která spadá pod obec Bojiště.

## Historie
První zmínka o kostele pochází z roku 1560, kdy je zaznamenán v ledečské pozemkové knize. Další zmínka je známa z roku 1598. Předcházela mu kaple, vystavěná majiteli panství zřejmě na paměť bitvy v roce 1420. O tom však neexistují žádné písemné prameny. Během své existence prošel řadou oprav. Tou největší prošel v roce 1900, kdy byl ve velmi zchátralém stavu. Za opravou stála Jednota na opravu nemajetných kostelů, vedená ledečským kaplanem Václavem Vačkářem. V následujících letech prošel řadou oprav. V roce 1932 nahradily šindel na střeše tašky, v roce 1947 prošel restaurací hlavní oltář s kazatelnou. V roce 1997 proběhlo jeho venkovní odvlhčení, oprav se dočkala i krytina a novou omítku a barvu dostala i fasáda. V roce 2009 dostal nový ambon a sedes.

## Popis
Jedná se o jednolodní stavbu o půdorysu obdélníku a polygonálně ukončeným presbytářem. Loď je zakončena plochým stropem, presbytář má strop valeně klenutý s lunetami. V lodi se nachází čtveřice oken, další dvě jsou v presbytáři. V západní části kostela je umístěna vchod a nad ním na zděných pilířích kůr.
Původní hlavní oltář, červeně mramorovaný s pozlacenými řerzbami, z původního kostela byl zasvěcen sv. Vojtěchovi. Na oltářním obraze pak byl vyobrazen sv. Vojtěch jako biskup se svým znak mučednické smrti, tedy veslem. Na epištolní straně oltáře se nacházel sloup žalostné Matky Boží, na evangelijní oltář se sochou sv. Rocha. Dřevěnou kazatelnu zdobily výjevy evangelistů v arabeskových rámech. Součástí výzdoby býval i obraz sv. Michaela archanděla od Josefa Proňka, dnes uložený v depozitáři ledečského děkanství.
Během oprav v roce 1900 dostal šindelovou střechou, nové omítky a okna zasklena katedrálním sklem. Nové vybavení dostaly i vlhkem zničené interiéry, pořízena byla např. nová kazatelna. Vyměněn byl i rozpadlý hlavní oltář. Nový oltář pochází z kostela Nejsvětější Trojice v Ledči a jedná se o barokní portálový oltář, vytvořený v roce 1768 patrně v dílně Jakuba Teplého.
Nový oltářní obraz sv. Vojtěcha pochází od J. Sykala z Kutné Hory a kostelu jej věnovala rodina Urbanova ze samoty Ovčín. Po stranách jej doplňují sochy sv. Kateřiny a sv. Anežky. Na oltáři se nacházely i barokní sošky andělíčků, dnes odcizených.
Na východní straně se tyčí věžička. V ní bývaly dva zvony – velký stokilový s nápisem Bojiště a menší o váze 50 kg s nápisem Svatá Maria a svatý Florián orodujte za nás - lil mě Melchior Schwan v Olomouci 1749. Ten menší byl v roce 1846 zrekvírován pro válečné účely. Velký zvon zrekvírovali před druhou světovou válkou. Naštěstí byl nalezen na nádraží ve Vídni a po válce na podzim 1945 znovu zavěšen do věžičky.
V roce 1829 bylo okolí obehnáno kamennou zdí a prostor sloužil jako hřbitov. Pohřbíváni sem byli lidé z Bojiště, Kout a Kamenné Lhoty. V roce 1945 prošel rozšířením. Před ním býval kříž z roku 1842, který časem zanikl. V roce 1901 nechali osadníci z Koutů u lípy postavit nový.